# Microprotopus raneyi
Microprotopus raneyi is een vlokreeftensoort uit de familie van de Microprotopidae. De wetenschappelijke naam van de soort is voor het eerst geldig gepubliceerd in 1966 door Wigley.